# کنترل پایداری

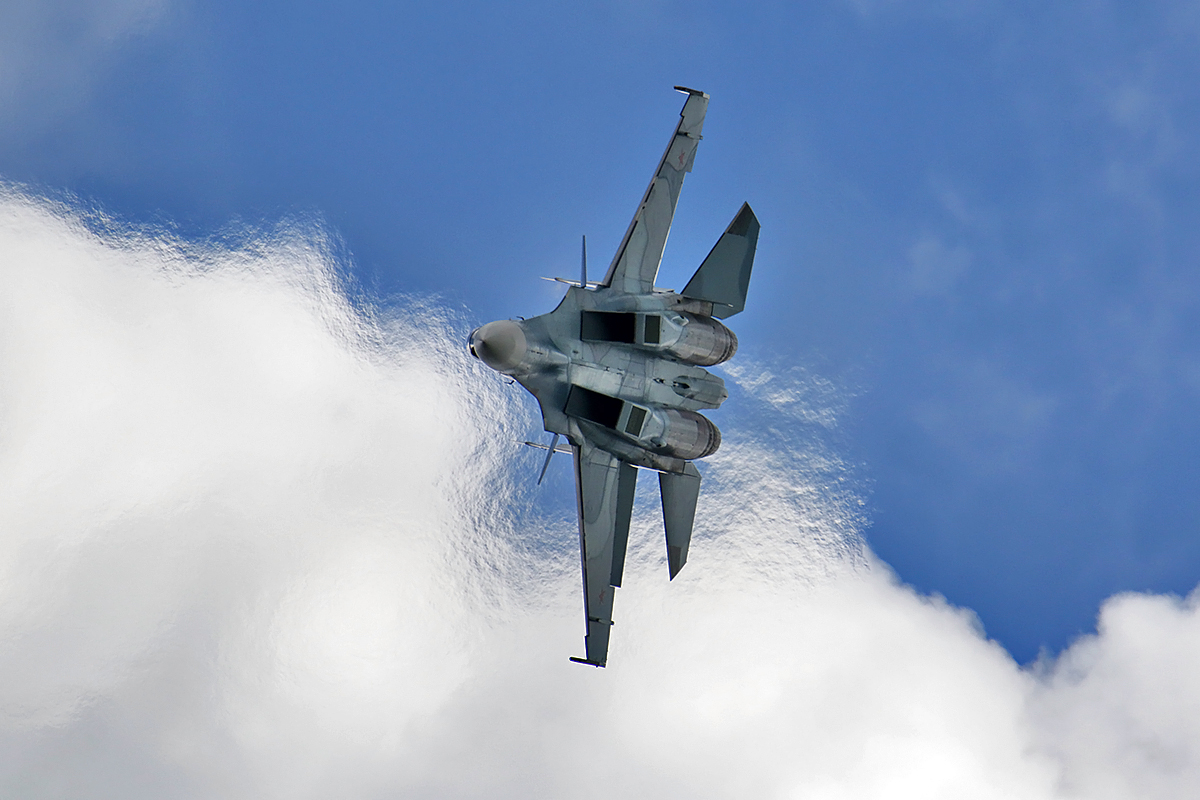
سوخو-۳۰

کنترل پایداری یا کنترل پایداری دربرابر انحراف (به انگلیسی: Departure resistance) یک ویژگی در هواگردهاست که این امکان را به خلبان می‌دهد تا در هنگام گردش‌های تُند و خطرناک دچار چرخش (اسپین) نشود. در هنگام مانورهای شدید، هنگامی که خلبان فشار زیادی به هواپیما می‌آورد احتمال آن بسیار است که هواپیما منحرف شود و حالت کنترل‌شده در دست خلبان، به‌یکباره به شرایطی بی‌اختیار تبدیل گردد. ویژگی‌های آیرودینامیکی و الکترونیکی در هواپیمای نوین، این امکان را فراهم می‌کنند که خلبان هرگز متوجهٔ چنین شرایطی نشده و سامانه‌های هواپیما کار تنظیم کنترل را به‌خوبی برای خلبان انجام دهند.

ارزش سامانه‌های «کنترل پایداری»، بسیار بیشتر از سامانه‌های «بازگردانی پایداری» است. در سامانه‌های بازگردانی پایداری، شرایطی درنظر گرفته شده‌است که هواپیما پیشاپیش انحراف را تجربه کرده و اکنون برای بازگردانی پایداری به پرواز، روش‌هایی گزینش می‌گردند؛ ولی در سامانه‌های کنترل پایداری، تلاش شده تا از انحراف هواپیما جلوگیری شود تا کار به بازیابی پایداری منجر نگردد. بعبارت دیگر، سامانهٔ کنترل پایداری، حکم پیشگیری در برابر انحراف را دارد ولی سامانهٔ بازیابی پایداری، حکم درمان را ایفا می‌کند.